# 남위 50도
남위 50도는 적도로부터 남쪽으로 50도 떨어진 위선이다. 대서양, 인도양, 태평양, 남아메리카를 지난다.  
이 위도에서의 일조시간은 하지에는 16시간 22분이며, 동지에는 8시간 4분이다. 태양의 고도는 하지점에서는 63.83도이며, 동지점에서는 16.17도이다. 

## 지나가는 지역
남위 50도선은 본초 자오선에서 동쪽 방향으로 다음 지역들을 지나간다.
| 좌표                                                   | 국가·지역·해역 | 비고                                                 |
| ------------------------------------------------------ | -------------- | ---------------------------------------------------- |
| 남위 50° 0′ 동경 0° 0′  / 남위 50.000° 동경 0.000°     | 대서양         |                                                      |
| 남위 50° 0′ 동경 20° 0′  / 남위 50.000° 동경 20.000°   | 인도양         | 프랑스령 남방 및 남극 지역 케르겔렌 제도 남쪽을 통과 |
| 남위 50° 0′ 동경 147° 0′  / 남위 50.000° 동경 147.000° | 태평양         | 뉴질랜드 안티포디섬 남쪽을 통과                      |
| 남위 50° 0′ 서경 74° 53′  / 남위 50.000° 서경 74.883°  | 칠레           | 파타고니아 군도와 본토, 마가야네스주                 |
| 남위 50° 0′ 서경 73° 26′  / 남위 50.000° 서경 73.433°  | 아르헨티나     | 산타크루스주                                         |
| 남위 50° 0′ 서경 67° 54′  / 남위 50.000° 서경 67.900°  | 대서양         |                                                      |

## 같이 보기
- 남위 49도
- 남위 51도